# Ларионова, Надежда Егоровна
Надежда Егоровна Ларионова 1925 — 1986) — телятница, Герой Социалистического Труда (1966).

## Биография
Родилась в 1925 году в деревне Мимишкино Касимовского уезда Рязанской губернии в крестьянской семье.
В 1959 году начала работать телятницей в колхозе «Вперёд», после его реорганизации работала в совхозе «Касимовский».
Н. Е. Ларионова впервые в Касимовском районе освоила методику выращивания телят под коровами-кормилицами. Впоследствии её опыт был перенят во многих других животноводческих хозяйствах.
За успехи в труде Н. Е. Ларионовой были присвоены звания «Мастер животноводства первого класса», «Отличник социалистического соревнования сельского хозяйства РСФСР» и другие. За достигнутые успехи в развитии животноводства Президиумом Верховного Совета СССР в 1966 году ей было присвоено звание Героя Социалистического Труда с вручением ордена Ленина и золотой медали «Серп и молот».

## Награды
- Герой Социалистического Труда (1966 год);
- орден Ленина (1966 год).